# カール・メイズ
カール・ウィリアム・メイズ（Carl William Mays , 1891年11月12日 - 1971年4月4日）は、アメリカ合衆国ケンタッキー州リバティ出身のプロ野球選手（投手）。右投げ左打ち。愛称は"Sub"（サブ）。
1920年、死球により相手打者のレイ・チャップマンが死亡する事故が発生する。MLBにおいて試合中に他選手から傷害を受けた事が原因で選手が死亡した唯一の例である。これにより多くの非難を受け、永遠に記憶される事になった。翌1921年に最多勝のタイトルを獲得した。

## 経歴

### レッドソックス時代
12歳の時に父親を亡くした。信仰心に篤いクリスチャンであり、クリスティ・マシューソンと同じく日曜日の登板を拒否した。
1912年にプロ野球のキャリアを開始した。
1915年4月15日にボストン・レッドソックスの投手として、MLBデビュー。後年に考え出された指標だが、この年のセーブ数は7でアメリカンリーグ1位を記録している。同年9月16日の対デトロイト・タイガース戦で、タイ・カッブと汚い言葉の応酬で衝突した。この試合の8回にメイズがカッブのインコースに投げた後、カッブはメイズの方向へ向けてバットを投げ、「雌犬の駄目息子(お前は畜生野郎だという意)」と罵った。これに対してメイズは「黄色い犬(くだらない人間、臆病者の意)」と言い返した。試合再開後にメイズの投球はカッブの手首に直接当たった。この事件はメイズが「ビーンボールを投げるヘッドハンターである」との評判を確固たるものとした。
1916年のブルックリン・ロビンスとのワールドシリーズでは第3戦に先発投手として登板したが、5.0回を投げて4失点と散々で敗戦投手になった。レッドソックスの敗戦はこの1試合のみで、4勝1敗でロビンスを破ってワールドチャンピオンに輝いた。
1917年に防御率1.74（2位）・22勝（5位）9敗を記録。ベーブ・ルースと共にレッドソックスを支える投手に成長した。
1918年も防御率2.21（8位）・21勝（3位）13敗・30完投（1位）・8完封（1位）の好成績を残し、シカゴ・カブスとのワールドシリーズ第6戦では第3戦に続いて完投勝利を収め、レッドソックスを4勝2敗でワールドチャンピオンへ導いた。
1919年に入ってからメイズにとって物事は悪い方向へと向かっていく。この年のスプリングトレーニング期間中にミズーリ州にある彼の農場は全焼し、メイズは放火を疑った。5月26日のベイカー・ボウルで行われた対フィラデルフィア・フィリーズ戦ではダッグアウトから出る時に観客席の群衆へ向けてボールを勢い良く投げ入れ、ブライアン・ヘイズという名前のファンに直撃した。試合後にヘイズは警察に行き、逮捕状が発行された。逮捕前に町を離れる事が出来たが、事件のためにMLB機構から100ドルの罰金を科され、以後はフィラデルフィアに行くのを避けなければならなくなった。
また、1919年シーズンは打線の援護不足で勝てない試合が多くなった。7月13日まで5勝11敗と大きく負け越していた。この日の対シカゴ・ホワイトソックス戦で、一塁走者エディ・コリンズの二塁への盗塁を阻止しようとしたウォーリー・シャング捕手の送球がメイズの頭部に当たってしまった。メイズはこの回が終わると荒々しくマウンドを降り、チームから離脱してボストンに戻った。メイズは他球団へのトレードを要求して登板を拒否し、経営難に陥っていたレッドソックスはコスト削減対策の最初の動きとして29日にニューヨーク・ヤンキースとの間で1（メイズ）対2選手プラス金銭40000ドルのトレードを成立させた。選手がプレーを拒否する事によって保留条項（選手の自由移籍を禁止する条項）を覆す力が与えられ、他球団への移籍が可能になる悪しき前例が作られるのを阻止したいバン・ジョンソンアリーグ会長はこのトレードを無効にしようと企み、熾烈な法廷闘争が行われた。最終的には両球団にホワイトソックスを加えた3球団がナショナルリーグに参加すると脅しをかけてきたためにジョンソン会長側が譲歩せざるを得なかった。ベーブ・ルースも1919年シーズン終了後にヤンキースにトレードされた。

### ヤンキース時代
1920年はデッドボール時代からライブボール時代へ移行した年となった。この年の8月16日のポロ・グラウンズで行われた対クリーブランド・インディアンス戦の5回表、打席に立ったレイ・チャップマンはメイズが1ストライク1ボールからインコース高めへ投じた速球に対して全く避ける素振りさえ見せずに頭部左側のこめかみ部分に受けて地面に倒れた。メイズはバットのグリップエンドに球が当たったものと思い、跳ね返ってきた球を処理して一塁へ送球した。トム・コナリー審判は右耳から血が流れていたのに気付いて医者を呼ぶように叫び始め、インディアンスの監督で友人でもあるトリス・スピーカーも駆け寄った。チャップマンは意識を取り戻して立ち上がり、話す事を試みたが、全く言葉が出てこなかった。その後に不自由な足取りで外野の中堅方向に位置するクラブハウスに向けて自力で歩いて戻ろうとしたが、二塁ベース手前で崩れ落ちた。2人のチームメイトの肩に寄り添いながら、クラブハウスへ担ぎ込まれた。「私は大丈夫だから、カールには気にするなと伝えてくれ」と言ったという。メイズは試合が中断されている間もマウンド上で待機した。

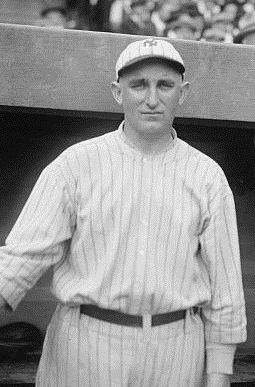
ニューヨーク・ヤンキース時代（1920年）

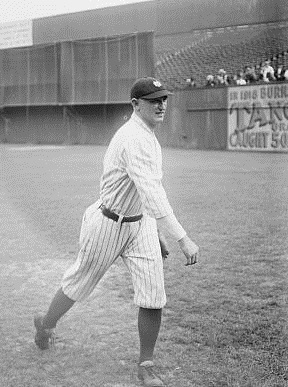
ニューヨーク・ヤンキース時代（1922年）

チャップマンは直ぐに病院に搬送されたが、死球を受けてから12時間後の翌17日午前4時40分に収容されたニューヨーク市内の病院で亡くなった。1909年のダク・パワーズに次いでMLB史上2人目の試合中の事故が原因で死亡した選手となった。チャップマンはプレートぎりぎりに構えて立ち、メイズはインコース中心の攻めで知られていた。この悲劇の直後に試合中に汚れたボールは審判の判断でいつでも交換出来るようになり、スピットボールなどボールに細工をする行為の対策が徹底された。
メイズは自発的にマンハッタン地区検察局へ行き、故意によるものでは無かったと証言して罪には問われない事を確認した。8月18日のインディアンス対ヤンキースの試合では両球団の選手が喪章（黒のアームバンド）を着用してプレーする中、メイズはこの喪章を着けなかったので目立ってしまった。メイズに対する風当たりは強く、レッドソックス、タイガース、セントルイス・ブラウンズを含む幾つかの球団はジョンソン会長へメイズを球界から追放するように求める嘆願書を送った。この動きに対してジョンソン会長はメイズが登板する試合のボイコットを禁じ、事態を沈静化させようとした。8月23日の対タイガース戦の試合前にタイ・カッブから「可能であるなら、私はチャップマンの墓石にこう刻んでいただろう。ここに傲慢、悪質、貪欲の犠牲者が眠る」と記されたノートを渡された事をメイズが明かしている。この試合に登板したメイズは明らかに緊張した面持ちで、しばらくはブーイングと歓声が入り混じる中、ヤンキースファンからの声援を背に受け、復帰を完封勝利で飾った。9月初めのクリーブランドへの遠征試合にはメイズは同行するつもりだったが、インディアンス関係者の感情に配慮して球団が同行を認めなかった。
1921年は自己最高の27勝9敗で最多勝のタイトルを獲得した。同年のニューヨーク・ジャイアンツとのワールドシリーズでは第1戦で完封勝利を収めたが、第4戦・第7戦では援護に恵まれず、共に完投しながら敗戦投手になった。ヤンキースは3勝4敗でワールドチャンピオンを逃した。
1922年は防御率3.60で13勝14敗と負け越した。同年の2年連続同一カードとなるジャイアンツとのワールドシリーズでは第4戦に先発登板して8.0回・4失点で敗戦投手になった。ヤンキースは0勝4敗1分けで、1勝も出来ずに敗退した。この年と前年のワールドシリーズでは賭博師から金銭を受け取り、八百長行為をしてわざと負けたのでは無いかという疑惑が表面化した。この疑惑については、ケネソー・ランディスコミッショナーが探偵事務所に調査を依頼した結果、潔白である事が証明された。
1923年は防御率6.20・5勝2敗と自己最低の成績に終わった。同年の3年連続同一カードとなるジャイアンツとのワールドシリーズではメイズも登録されたが、登板機会は与えられなかった。八百長疑惑でミラー・ハギンス監督らに不信感を持たれており、シーズン終了後の12月11日に売却される形でシンシナティ・レッズへ移籍した。

### レッズ移籍以降
1924年は防御率3.15・20勝（3位）9敗の成績を残し、復活を遂げた。
1925年は怪我が原因で51.2回のみ投げた。
1926年はリーグ1位の24完投に、防御率3.14・19勝12敗を記録。1シーズン通して働いた最後のシーズンとなった。
1929年にジャイアンツで1年プレーし、このシーズン限りでMLBでのキャリアを終えた。
その後はマイナーリーグでプレーし、1931年シーズン限りで現役を引退した。
引退後はインディアンス、ミルウォーキー・ブルワーズ、アトランタ・ブレーブスで合わせて20年間スカウトを務めた。
1971年4月4日にカリフォルニア州エルカホンにて死去。79歳没。
ビル・ジェームズは全ての時代の投手の中で38位という高評価を下した。
2009年のアメリカ野球殿堂入りのメンバーを決めるためにベテランズ委員会は1943年以前にキャリアを開始した10人の候補者のうちの1人としてメイズを挙げたが、2008年12月8日に25%（全12票中3票）しか獲得出来ずに落選した事が発表された。

## プレースタイル
"Sub"（サブ）の愛称が付けられたように、時々指の関節で地面を這うような明らかなアンダースローの動作で投げていた。シンカー中心の投球をしており、芯を外して驚異的な多さのゴロを量産するグラウンドボールピッチャーだった。
与四球はリーグでも少ない方だったが、インコース高めに多く投げて打者を仰け反らせる投球スタイルであるために与死球が多かった。そのためにチャップマンの死亡事故前からヘッドハンター（意図的に頭部を狙って投げる投手）との指摘を受けていた。
投手としての球種はカーブ。投球フォームは主にサブマリン。『guide　to　pitchers』(米書　より)

## レイ・チャップマン死亡事故に対する態度
無愛想な性格と相まって自チームの野手が守備で失策を犯した時に非難する傾向があり、チームメイトからも嫌われていた。ヘッドハンターだと疑われたが、故意に相手にぶつけようとして投げた事は一度も無いという主張を続け、謝罪も拒否した。
神経衰弱を示唆する報道があったものの、チャップマンを死に至らしめた事故に関してもあまり反省の態度を示さなかった。事故後に一時的に身を潜めたメイズだったが、インディアンスのスピーカー監督が投手に悪気は無いだろうし、球団は事故として考えているという内容の声明を発表すると強気な態度に転じた。 ボールに粗い箇所があった点を指摘し、試合では取り除かれている必要があったと主張してコナリー審判を非難した。この発言に対してはアリーグ審判のビリー・エバンスとビル・ディーニーンが「傷を付けて（変化させて)打たれ難くするために、カール・メイズよりも日常的にボールを手荒く扱ってトリックに頼っている投手はアメリカンリーグには1人もいない」と反論している。メイズはチャップマンについても「他の人がそうするように、プレートから離れて（避けて）くれるだろうと思っていた」「投球の方に傾いてきた」と発言して多くの人々の怒りを買った。また、後年に明らかになった友人へ宛てた手紙の中では自分の投球は「プレートの上」を通過したように感じたという事を2度も強調している。1971年の亡くなる直前にも「（あの事故は）私のせいでは無かった」と述べた。

## 詳細情報

### 年度別投手成績
| 年 度      | 球 団      | 登 板 | 先 発 | 完 投 | 完 封 | 無 四 球 | 勝 利 | 敗 戦 | セ 丨 ブ | ホ 丨 ル ド | 勝 率 | 打 者 | 投 球 回 | 被 安 打 | 被 本 塁 打 | 与 四 球 | 敬 遠 | 与 死 球 | 奪 三 振 | 暴 投 | ボ 丨 ク | 失 点 | 自 責 点 | 防 御 率 | W H I P |
| ---------- | ---------- | ----- | ----- | ----- | ----- | -------- | ----- | ----- | -------- | ----------- | ----- | ----- | -------- | -------- | ----------- | -------- | ----- | -------- | -------- | ----- | -------- | ----- | -------- | -------- | ------- |
| 1915       | BOS        | 38    | 6     | 2     | 0     | --       | 6     | 5     | 7        | --          | .545  | 514   | 131.2    | 119      | 0           | 21       | --    | 5        | 65       | 3     | 0        | 54    | 38       | 2.60     | 1.06    |
| 1916       | BOS        | 44    | 24    | 14    | 2     | 1        | 18    | 13    | 3        | --          | .581  | 972   | 245.0    | 208      | 3           | 74       | --    | 9        | 76       | 2     | 1        | 79    | 65       | 2.39     | 1.15    |
| 1917       | BOS        | 35    | 33    | 27    | 2     | 3        | 22    | 9     | 0        | --          | .710  | 1129  | 289.0    | 230      | 1           | 74       | --    | 14       | 91       | 6     | 0        | 81    | 56       | 1.74     | 1.05    |
| 1918       | BOS        | 35    | 33    | 30    | 8     | 2        | 21    | 13    | 0        | --          | .618  | 1162  | 293.1    | 230      | 2           | 81       | --    | 11       | 114      | 6     | 0        | 94    | 72       | 2.21     | 1.06    |
| 1919       | BOS        | 21    | 16    | 14    | 2     | 3        | 5     | 11    | 2        | --          | .313  | 576   | 146.0    | 131      | 2           | 40       | --    | 5        | 53       | 4     | 0        | 57    | 40       | 2.47     | 1.17    |
| 1919       | NYY        | 13    | 13    | 12    | 1     | 2        | 9     | 3     | 0        | --          | .750  | 487   | 120.0    | 96       | 3           | 37       | --    | 5        | 54       | 0     | 0        | 34    | 22       | 1.65     | 1.11    |
| '19計      | NYY        | 34    | 29    | 26    | 3     | 5        | 14    | 14    | 2        | --          | .500  | 1063  | 266.0    | 227      | 5           | 77       | --    | 10       | 107      | 4     | 0        | 91    | 62       | 2.10     | 1.14    |
| 1920       | NYY        | 45    | 37    | 26    | 6     | 2        | 26    | 11    | 2        | --          | .703  | 1268  | 312.0    | 310      | 13          | 84       | --    | 7        | 92       | 2     | 0        | 127   | 106      | 3.06     | 1.26    |
| 1921       | NYY        | 49    | 38    | 30    | 1     | 4        | 27    | 9     | 7        | --          | .750  | 1400  | 336.2    | 332      | 11          | 76       | --    | 9        | 70       | 2     | 0        | 145   | 114      | 3.05     | 1.21    |
| 1922       | NYY        | 34    | 29    | 21    | 1     | 1        | 13    | 14    | 2        | --          | .481  | 988   | 240.0    | 257      | 12          | 50       | --    | 7        | 41       | 1     | 0        | 111   | 96       | 3.60     | 1.28    |
| 1923       | NYY        | 23    | 7     | 2     | 0     | 0        | 5     | 2     | 0        | --          | .714  | 383   | 81.1     | 119      | 8           | 32       | --    | 4        | 16       | 1     | 0        | 59    | 56       | 6.20     | 1.86    |
| 1924       | CIN        | 37    | 27    | 15    | 2     | 6        | 20    | 9     | 0        | --          | .690  | 940   | 226.0    | 238      | 3           | 36       | --    | 4        | 63       | 1     | 0        | 97    | 79       | 3.15     | 1.21    |
| 1925       | CIN        | 12    | 5     | 3     | 0     | 0        | 3     | 5     | 2        | --          | .375  | 225   | 51.2     | 60       | 0           | 13       | --    | 2        | 10       | 0     | 0        | 22    | 19       | 3.31     | 1.41    |
| 1926       | CIN        | 39    | 33    | 24    | 3     | 2        | 19    | 12    | 1        | --          | .613  | 1158  | 281.0    | 286      | 3           | 53       | --    | 4        | 58       | 2     | 0        | 112   | 98       | 3.14     | 1.21    |
| 1927       | CIN        | 14    | 9     | 6     | 0     | 0        | 3     | 7     | 0        | --          | .300  | 343   | 82.0     | 89       | 1           | 10       | --    | 1        | 17       | 1     | 0        | 39    | 32       | 3.51     | 1.21    |
| 1928       | CIN        | 14    | 6     | 4     | 1     | 0        | 4     | 1     | 1        | --          | .800  | 269   | 62.2     | 67       | 3           | 22       | --    | 0        | 10       | 0     | 0        | 33    | 27       | 3.88     | 1.42    |
| 1929       | NYG        | 37    | 8     | 1     | 0     | 0        | 7     | 2     | 4        | --          | .778  | 538   | 123.0    | 140      | 8           | 31       | --    | 2        | 32       | 3     | 0        | 67    | 59       | 4.32     | 1.39    |
| 通算：15年 | 通算：15年 | 490   | 324   | 231   | 29    | 26       | 208   | 126   | 31       | --          | .623  | 12352 | 3021.1   | 2912     | 73          | 734      | --    | 89       | 862      | 34    | 1        | 1211  | 979      | 2.92     | 1.21    |

- 各年度の太字はリーグ最高

### タイトル
- 最多勝利：1回 （1921年）
- 最多セーブ投手：2回（1915年、1921年）